# William Langland
Pour les articles homonymes, voir Langland.
William Langland (v. 1332 - v. 1386) est l'auteur supposé de Pierre le laboureur (Piers Plowman), poème narratif allégorique considéré comme un chef-d'œuvre de la littérature anglaise du Moyen Âge antérieure à Geoffrey Chaucer.
Écrite en vers allitératifs non rimés, et découpée en sections appelées passus, du latin pas, cette allégorie, partiellement sociale, partiellement théologique, décrit la quête du narrateur à la recherche de la véritable vie chrétienne, relatée d'un point de vue catholique médiéval.

## Biographie
L'attribution de Piers à Langland repose principalement sur la preuve du manuscrit conservé au Trinity College de Dublin (sous la cote MS 212). Il attribue directement 'Perys Ploughman' à un certain 'Willielmi de Langlond', fils de 'Stacy de Rokayle, qui est mort à Shipton-under-Wychwood, un tenancier de Lord Spenser dans le comté de l'Oxfordshire. D'autres manuscrits donnent aussi comme nom d'auteur 'Robert ou William langland', ou bien 'Wilhelmus W.' (certainement une abréviation pour 'William de Wychwood'). Le poème lui-même semble attribuer sa paternité à Langland. Dans un passage, le narrateur signale : 'I have lyved in londe...my name is longe wille' (B.XV.152). Cela peut être interprété comme une référence voilée au nom de l'auteur, dans un style qui se retrouve dans la littérature médiévale tardive (voir, par exemple, les acrostiches de Villon dans son Testament). Bien que cette preuve puisse paraître mince, la paternité du poème à William Langland a été largement acceptée par les critiques depuis les années 1920. Elle reste, cependant, passible de remise en question comme le montre une étude de Stella Pates et C. David Benson publiée en 2001.
Presque rien n'est connu de Langland lui-même. Son identité complète repose sur des conjectures et de vagues indices. Il semblerait qu'il soit né dans les West Midlands. Le narrateur de Langland reçoit sa première vision alors qu'il dort dans les Malvern Hills (entre le Herefordshire et le Worcestershire), ce qui suggère quelque degré d'attachement à cette région. Le dialecte du poème correspond aussi avec le parler de l'endroit. Bien que sa date de naissance soit inconnue, on peut assez certainement fixer celle de sa mort vers 1385 ou 1386. Une note écrite par un certain 'Iohan but' ('John But') dans un manuscrit du XIVe siècle du poème (Rawlinson 137) fait une référence directe à la mort de son auteur : whan this werke was wrouyt, ere Wille myte aspie/ Deth delt him a dent and drof him to the erthe/ And is closed vnder clom ('once this work was made, before Will was aware/ Death struck him a blow and knocked him to the ground/ And now he is buried under the soil'). Étant donné que But lui-même, d'après Edith Rickert, semble être mort en 1387, Langland a dû mourir peu de temps avant cette date.
Le reste de nos connaissances ne nous vient que de l’œuvre elle-même. En effet, le poème regorge de données ostensiblement biographiques, mais il est difficile de savoir comment les aborder. Dans un extrait du texte C contient un extrait dans lequel Will se décrit comme un 'loller' ou 'idler' (paresseux) vivant dans le quartier de Cornhill de la ville de Londres, et il parle directement de sa femme et de son enfant. Il évoque aussi le fait qu'il était de taille bien supérieure à la moyenne et que son métier consistait à dire des prières pour les défunts. Cependant, il serait imprudent de prendre tout cela pour argent comptant. La distinction entre allégorie et vie réelle dans Piers n'est pas évidente du tout et, comme le remarque Wendy Scase, cet extrait entier se rapproche très suspicieusement de la 'fausse confession' : une tradition de la littérature médiévale (que l'on retrouve notamment dans la Confessio Goliae ou encore avec Fals-Semblaunt dans le Roman de la Rose de Jean de Meun). Un extrait similaire dans le dernier Passus des textes B et C apporte d'autres détails ambigus. Lui aussi se réfère à la femme de Will, et décrit les tourments de l'auteur infligés par Elde (Vieil Age), alors qu'il se plaint de la calvitie, de la goutte et de l'impotence. Cela pourrait bien indiquer que le poète avait atteint un certain âge dans les années 1370 : mais, une fois de plus, des doutes subsistent étant donné le côté conventionnel de cette description (voir, par exemple, les propos de Walter Kennedy dans son 'In Praise of Aige' ou encore ce que l'on peut lire dans The Parlement of the Three Ages) ; les doutes se renforcent quand on considère que ces propos sont tenus vers la fin de l’œuvre, alors que le développement personnel de Will arrive à sa conclusion logique.